# 黒木歩
黒木 歩（くろき あゆみ、本名：黒木 歩（くろき あゆみ）、1981年9月3日 - ）は、日本のAV女優、ソープ嬢、撮影監督。ディーバプロモーション所属。

## 略歴
福岡県中洲のキャバクラ勤務を経て、娘を産んだタイミングで親戚のいる東京に上京。1年間コンビニの深夜勤務をしたのち、五反田、恵比寿、新宿、銀座でキャバクラ嬢として勤務。店の摘発、女同士の派閥争いなどが起こったことも踏まえ、2010年27歳の時にかねてより好奇心のあったAV業界の門をたたく。
企画単体女優「宮村恋」(みやむら れん)としてはデビュー直後から忙しい日々となり、仕事の大小はあれど繁忙時期は月3日しか休みのない状況となった。
このほか「REIN」での名前で映像制作や、クリエイティブ音楽集団『KARAふる』としてのバンド活動なども行っている。また監督、ディレクター業など多岐にわたる活躍を展開。
2013年9月3日（自身の誕生日）のツイッターで、「宮村恋」を2013年いっぱいで引退することを告白。後日の公式ブログで経緯や引退の理由などを綴り、2014年1月1日からは本名の「黒木 歩」で活動を開始。映像制作などの名義も統一した。
2014年7月、セガのゲーム「龍が如く」のキャラクター出演をかけたセクシー女優人気投票にエントリーするも、「龍が如く0 誓いの場所」への出演権は逃した。
2015年7月1日より2016年4月27日まで、スポーツニッポンにて毎週水曜日に性の悩みの相談コラム「黒木歩のたたなくてもいいじゃない」を連載。

## 人物
- 宮崎県出身。人妻役での出演が多い。趣味：写真、つり、カラオケ。特技：書道、歌。
- 実母はクラブのママで男性依存型の人物だった。黒木は主に祖母に育てられており、母とほとんど会話した記憶が残っていない[2]。この生い立ちから「『母とは何ぞや』と自問しながら生きてきた」と述べており、母から言われ深く傷ついた言葉として「あなたのために働いている」を挙げている[2]。
- 実娘には仕事のことをオープンにしており、自身のSNSなどにも登場している[2]。

## 作品

### アダルト
2010年
DVD
- 人妻百景 〜第十九景〜（2月2日、プレステージ）
- スレンダー 14（2月19日、プレステージ）
- 昼下がりの淫ら妻 34（3月27日（レンタル）/4月23日（セル）、クリスタル映像）
- 「夫以外に身体を触れられた事が無い貞淑専業主婦の顔に勃起チ○ポを擦りつけたらヤられた」 VOL.2（4月6日、DANDY）
- 人妻専科 〜狙われた若妻・みさと Dカップ〜（4月19日、Mr.IMPACT）※「みさと」名義
- れん 20才（5月7日、素人館）※「れん」名義
- ブライダルエステに来た美人花嫁を…夫より先に子作り絶頂中出し（5月13日、ナチュラルハイ）
- 本格レズ 女獣の館 何も知らずに越して来た私（5月14日、東京音光）
- 中出し もう義母さんでしかイケない（5月14日、東京音光）
- 私は痴女 人妻編 奥さん! 喰いつき良すぎます（5月15日（レンタル）/6月11日（セル）、クリスタル映像）
- 今日、あなたの妻が浮気します。日帰り温泉旅行 23歳〜さきの場合（6月8日、光夜蝶）※「さき」名義
- 愛してると言って…。 〜中出しを迫る欲情人妻 恋さん 29歳〜（7月1日、チーム川崎）
- Men'sコンビニエンス 10 《精飲サロン:昼間限定リアル若妻専門店》（8月4日、チーム川崎）
- CFNM 羞恥手コキ株式会社（8月13日、アロマ企画）
- 股下・太ももの隙間フェロモン ～魅惑の絶対聖域（8月13日、アロマ企画）
- スクール水着 VS ブルマバトル（8月27日、GIGA）
- 密室同性愛誘導 素人娘がレズビアンと2人っきりでAV鑑賞（9月23日、アイエナジー）
- 日本の女性器大図鑑 VOL.1（10月8日、GLAY'z）※ブルーレイ作品
- 芸能人鼠先輩AV復帰第2弾!! 素人ナンパゲッチュ〜!! 六本木・渋谷編（10月19日、ドグマ）※「れん」名義
- アナル舐め 女子校生のアニリングス（12月3日、OFFICE K'S）
- ボクのクレームを聞きに来た女が、「何でもします」と言うので文句をつけて勃起したチ○コでやりたい放題ヤッてやった。 4（12月7日、DOC）
- 強制クンニリングスサロン イラマンニ 2（12月13日、アロマ企画）
- センズリを見たがる淫らな美熟女 VOL.4（12月17日、虎堂）※「宮内恋」名義

動画配信
- サマーガールズ2010 Vol.1（8月14日、カリビアンコム）
- 夏の想い出 Vol.5（9月5日、カリビアンコム）

2011年
DVD
- 官能劇場 レズビアン生活 その四（1月17日、LADIES♀ROOM）
- ザーメンBAR ゴックンが、お好きでしょ（2月4日、OFFICE K'S）※「宮内恋」名義
- れん 20才 旅（2月7日、素人館）※「れん」名義
- キモ面独身の僕の汚部屋に若妻ばかりの家事代行サービスを頼んでギンギンのチ○コやHな物を見せたら欲求不満だったのか彼女の方から愛しそうに僕のチ○コを触ってきた。（2月19日、イエロー）
- 若妻湯女のいやらしい営み（3月13日、オーロラプロジェクト・アネックス）
- レッドホットジャム Vol.187 ふたりいっしょ（4月22日、レッドホットコレクション）
- レッドホットジャム Vol.191 サマーガールズ（5月23日、レッドホットコレクション）
- 素人ナンパ中出し 女子大生編 8（5月25日、隼エージェンシー）
- レズキスチンポ 3 レズキスの間におチンポ入れちゃいました!（6月14日、ラハイナ東海）
- 雌女達の激しい接吻・鼻舐め交尾（6月20日、アイリング）
- ドピュドピュと精子ふき出す極太ディルド 中出しディルドオナニー 2（6月21日、ラハイナ東海）
- ヒロインレズ覚醒 ナイトシーフ アビス（7月22日、GIGA）
- パンツ貫通ねじ込み ディルドオナニー（8月9日、ラハイナ東海）
- マン淫御礼！華李美亭寄席（10月3日、サムライポルノ）
- 笠木忍とレズれ!! 〜伝説のM女優・笠木忍VS業界屈指の痴女優・星優乃&宮村恋&ニューハーフ美少女・綾咲さやか本気喰い!!〜（10月19日、エマニエル）
- 秘密女捜査官 〜淫謀に囚われし恥辱と快姦〜（11月1日、アイデアポケット）
- 僕の義理の妹、姉、娘はお口を使ってザーメンを抜いてくれる（11月25日、隼エージェンシー）
- 夢の二輪車 泡姫天女 れんとまこ（11月25日、オーロラプロジェクト・アネックス）- 葵刀樹と共同で監督をした葵恋作品。
- ワケあり人妻 性奉仕奴隷 留美（12月13日、オーロラプロジェクト・アネックス）- 葵刀樹と共同で監督をした葵恋作品。

動画配信
- マン淫御礼！華李美亭寄席 第三幕（3月30日、カリビアンコム）

2012年
DVD
- 略奪愛レズビアン 2 娘の彼女を寝取る母親（1月1日、U&K）
- 義母にいじめ大浣腸する嫁（1月1日、エマニエル）
- ヒロイン乗っ取り（1月13日、GIGA）
- 突撃!! 山手沿線一周駅前 ガチンコ人妻ナンパ！素人奥様にいきなり生中出し 大崎〜目黒編（1月25日、ビッグモーカル）
- 118分間ノンストップ撮影、ノーカット編集で生中出し21連発に長時間お掃除フェラ!!（2月3日、FS.KnightsVisual）
- 昼下がり限定 若妻洗体エステは勃起してしまったら内緒で抜いてくれた。（2月9日、SWITCH）
- パンツ突き刺しオナニー 4（3月2日、AFRO FILM）
- ベロ汁が絡み合う 接吻・鼻舐めレズ 3（3月12日、アイリング）
- ゆっくりねっとり亀頭責め2 チ●ポが溶け落ちる瞬間（4月1日、FETISH BOX）
- アナルレズ（4月9日、アイリング）
- 高速ピストン指ずぼオナニー 3（4月15日、ジャネス）
- 唾液まみれでアナル舐め手コキ（4月20日、未来 フューチャー）
- 泡姫天使 制服湯女 今日が水揚げスペシャル!（4月25日、オーロラプロジェクト・アネックス）
- ゾクっ… たっぷり淫語を囁かれながらの手コキで潮吹きするM男 5（5月5日、未来 フューチャー）
- 悪の幹部・ヒロイン交錯 激闘戦隊ライズマン（5月25日、GIGA）
- 変態どスケベレズビアン 〜我慢出来ないメス二匹〜（6月1日、U&K）
- 高速ピストン 連続アクメオナニー（6月12日、ラハイナ東海）
- 女子校生 拘束くすぐり 9人（6月12日、ラハイナ東海）
- 変態的 濃厚接吻レズ 2 7くみ（7月9日、アイリング）
- 女装美少年と女 2（7月30日、美少年出版社）
- 猥褻ボディと、卑猥な街角挑発エロデート 2（8月25日、AVS collector's）
- レジスタンスの女をレズる!（8月31日、レズビアン東京）共演:夏希アンジュ
- 口喧嘩から始まる本当は気持ちイイくせに我慢し合うレズバトル 4（9月1日、U&K）
- 淫語中出しソープ 30（10月13日、AVS collector'S）
- 発禁寸前!未体験 丸見え映像 〜三人のおねだり女子校生〜（12月7日、GLAY'ｚ）
- ふたりの女に激しく責められ、寸止めされて…（12月20日、グローリークエスト）
- ヒロイン脚フェティシズム 強攻救助隊バードエンジェル（12月28日、GIGA）

動画配信
- あまえんぼう Vol.21（6月23日、カリビアンコム）
- 貧乏カップル（12月30日、カリビアンコム）

2013年
DVD
- レズ折檻 出来損ないの喜劇（1月1日、U&K）
- MOODYZファン感謝祭 バコバコ中出しキャンプ2013 ハイテンション中出しサバイバル!!（1月13日、MOODYZ）
- 電話中にイタズラしてくる小悪魔（1月17日、グローリークエスト）
- 下半身3点責め Vol.5（2月1日、OFFICE K'S）
- 逆転レズビアン 3（2月1日、虎堂）
- 暴行専門マッサージ（2月15日、OFFICE K'S）
- 包茎チンポ責め 2（2月15日、OFFICE K'S）
- 非日常的悶絶遊戯 第百七十二章 奥様同士の井戸端会議でエロ話しに花を咲かせる生保レディ、恋の場合（3月25日、AVS collector's）
- 気持ちイイけど声が出せない我慢レズ（4月13日、U&K）
- 性欲しかないヤリばか貧乏カップル（4月17日、スタジオテリヤキ）
- 欲求不満な若妻の大胆パンティ見せつけ挑発 5（5月13日、溜池ゴロー）
- 淫語パンストセックスとディープキス Vol.2（5月25日、AVS collector's）
- ムラムラした時、したいところで、誰とでもセックスが出来る方法「学校編」（7月6日、SODクリエイト）
- 日常的猥褻セクハラ劇場 第六章（7月13日、AVS collector's）
- デリヘルレズビアン 2（9月6日、虎堂）
- 競泳水着レズビアン（9月15日、ラハイナ東海）
- 女性パンティメーカーに男性社員は僕一人!?（10月18日、虎堂）
- 隠撮 マン汁大量に流れ出るオナニー（11月19日、ゑびすさん/妄想族）
- 略奪愛レズビアン 2 娘の彼女を寝取る母親（11月23日、U&K）
- 美熟女ソープ壺姫御殿 宮村恋 原希美（12月25日予定、マドンナ）

動画配信
- おしえてあげる（2月21日、カリビアンコム）
- おやすみ前の･･･？（9月13日、一本道）
- No.1ソープ嬢の超絶テク！未体験の快楽ワールド～淫語責めでイカせてアゲル～（12月13日、HEYZO）

2014年
DVD
- 見せつけレズビアン鑑賞倶楽部 Vol.2（1月22日、虎堂）
- ねばねば濃厚接吻レズ学園（2月19日、ゑびすさん/妄想族）
- エロ唇レズ接吻（2月21日、OFFICE K'S）

動画配信
- 美痴女～女医が教える至極の性感帯～（3月8日、HEYZO） ※「宮村恋」名義

2015年
DVD
- 美痴女【激選エロドラマオムニバス】（8月4日、HEYZO）※「宮村恋」名義

2016年
DVD
- 鼻LOVEレズ（3月1日、ゑびすさん/妄想族）
- ビーナスの丘…（8月19日、ゑびすさん/妄想族）
- ロック・ヴォーカリスト黒木歩が煩悩寺に挑戦!!‐GODDESS～女神 新シリーズ（11月18日、煩悩寺）
- 完全主観 60人 放尿の滝 60人×主観×客観 120回のオシッコパラダイスがここにある…（12月20日、レイディックス）
- 素人娘 初めてのディルドオナニー Vol.14（12月20日、OFFICE K’S）

動画配信
- 性感マッサージで快感！～宮村恋の場合～（4月21日、HEYZO） ※「宮村恋」名義
- 蝶が如く ～ピンク通りの二輪車ソープランド2～（8月14日、カリビアンコム）
- 続々生中～もっともっと突いてほしい！～（8月28日、HEYZO） ※「歩」名義
- 三角関係 後編（10月19日、一本道） ※「宮村恋」名義
- モデルコレクション（12月22日、一本道） ※「歩」名義

2017年
DVD
- 美人S痴女様の性処理SEX奴隷 Vol.02 黒木歩 編（2月24日、ヤプーズマーケット）
- Model Collection Remix 05（6月1日、ステージ2メディア）他出演牧瀬みさ、RICA ※「宮村恋」名義
- 母子交尾 【下郷路】 黒木歩（11月19日、ルビー）

動画配信
- セクシーナース姿で検診プレイ（1月17日、一本道） ※「宮村恋」名義
- マンコ図鑑（2月10日、カリビアンコム） ※「歩」名義
- 極上泡姫物語 Vol.50（2月10日、カリビアンコム） ※「歩」名義
- ハンドジョブジャパン（3月15日、5月15日、6月5日、6月15日）
- フェラチオジャパン（3月25日、4月15日、4月29日、5月20日、6月3日、8月12日）

## 出演

### 映画
- レイプゾンビ2＆3 LUST OF THE DEAD アキバ帝国の逆襲（2013年6月8日、監督：友松直之）
- 妹･OL･人妻 すけべ丸出し（2013年10月4日、監督：友松直之）
- イノセント・ノワール（2013年12月27日、監督：友松直之）
- 最近、蝶々は…（2014年5月10日、監督：友松直之）
- 強制飼育 OL肉奴隷（2014年5月24日、監督：友松直之）
- 劇場版レイプゾンビ LUST OF THE DEAD 新たなる絶望（2014年8月9日、監督：友松直之）
- 俺と彼氏と彼女の事情（2014年12月27日） - 大槻ルリ 役
- 恋愛死体（ラブゾンビ） ROMANCE OF THE DEAD（2015年9月26日、監督：友松直之)
- ひまわりＤａｙｓ全身が性感帯（2017年10月13日公開、監督・脚本：山内大輔）
- 疑心乱交 闇夜にうごめく雌尻（2017年8月18日、オーピー映画） - 永野みゆき 役[7]
  - 柔らかい檻（2018年、OP PICTURES） - 永野みゆき 役※「疑心乱交～」の一般公開用編集版
- 親父が愛した男たち（2018年8月8日、オーピー映画） - 姉ちゃん 役[8]
- スナックあけみ 濡れた後には福来たる（2018年12月14日、オーピー映画） - 明美 役[9]
  - スナックあけみ（2019年8月27日、オーピー映画）※一般公開用編集版[10]

### オリジナルビデオ
- 未亡人団地妻（2013年4月19日、監督：友松直之 オールインエンタテインメント）
- レイプゾンビ2・3（2013年5月3日、監督：友松直之 アルバトロス）
- アイム、カミング！（2013年6月3日、監督：内田春菊 GIRL'S CH） ネット配信
- 脱衣麻雀学園Z（2013年9月4日、監督：マック・P・フォーエヴァー アルバトロス）
- ゾンビTV（2013年12月18日、監督：西村喜廣 田代尚也 幕野まえり ポニーキャニオン）
- マッチ売りの殺人少女（2014年4月18日、監督：友松直之 オンリーハーツ）
- 美人妻白書 隣の芝は (2014年7月2日、監督：城秀夫 アルバトロス)
- ヒロインピンチ セーラープロミネンス (2014年7月11日、監督：陣寺甚多 GIGA)
- 極妻任侠学園（2014年7月20日、監督：奥渉 ラインコミュニケーションズ）
- レイプゾンビ4・5（2014年9月3日、監督：友松直之 アルバトロス）
- ヒロイン凌辱Vol.77 SUPERLADY ～奈落への誘い～ (2015年2月13日、監督：陣寺甚多 GIGA)
- 特級派遣ヘルパー・千里 読心術‐私が読むのは人の心‐（2015年8月5日、監督：奥渉 ネクスタシーEX）
- 夜王誕生‐真黒（くろ）の太陽‐（2015年10月7日、監督：山内大輔 ネクスタシーEX）
- 女闇金‐ユリ‐恥辱に悶える夜の花園（2016年2月3日、監督：山内大輔 ネクスタシーEX）
- デコトラ・ギャル紗矢（2016年4月1日、監督：柿原利幸 オールインエンタテインメント）
- 監獄飼育 〜凌辱の女囚アリサ〜（2016年4月6日、監督：山内大輔 ネクスタシーEX）
- 監獄病棟2041（2016年7月2日、監督：友松直之 アルバトロス）
- マル暴の女（2016年、監督：柿原利幸）

### イメージDVD
- Sexy Idol Imagination/宮村恋（2013年12月26日、オルスタックピクチャーズ）

## 監督作品
※REIN名義
- 性魔術調教 新妻快楽儀式（2012年8月7日、KNIGHTS PROJECT）
- 女装おと娘（にゃん）コスプレ 橘芹那（2012年8月7日、TMA）
- 高嶺のドクターの知られざる素顔（2013年3月8日、TMA）
- コスプレBL 虎×兎（2013年6月25日、CMP）
- BLコスプレ♯2 Attack on BoysLove（2014年6月13日、TMA）

## 撮影監督
※黒木歩名義
- 青春夜話 Amazing Place（2017年12月2日公開、切通理作監督）

## 音楽活動
- CD 宮村恋「WILD SOUL SIRENS」DVD付きシングル（2012年1月10日、自主制作盤）

### KARAふる
ボーカル黒木歩（Ayumi名義）とギターKOH（KOH (作曲家)とは別人）による音楽ユニット。作詞・作曲も共同で行う。ライブ等はサポートメンバーを加えたバンド編成で出演する。2013年結成。
メンバー
- Ayumi Vo（提督）
- KOH Gt（バンマス）

サポートメンバー
- 杉山圭一 Mani&Key
- きょうちゃん Dr
- Saki（櫻花咲） Ba
- 中谷行雄 Ba
- KAZ Ba
- いざわよしの※アイくん Ba

オリジナル曲
- イノセント・ノワール
- パラノイア
- I Color
- ゴールドラッシュ
- 月光
- 黒猫スクリーム
- Hannelore（ハンネローネ）〜小さな勇者の話
- Dealer
- End of the W.L 君と見る終わりという名の始まり

CD

シングル
- I Color（c/w パラノイア〜マスター版〜）（2014年8月23日、自主制作盤）

アルバム
- 「紫陽花の下に死体は眠る」サウンドトラック（2015年7月21日、自主制作盤）

劇中音楽
- 映画『イノセント・ノワール』（2013年12月27日、監督：友松直之） 主題歌「イノセント･ノワール」
- Vシネマ『マッチ売りの殺人少女』（2014年4月18日、監督：友松直之） 主題歌「パラノイア」
- 映画『強制飼育 OL肉奴隷』（2014年5月24日、監督：友松直之）
- Vシネマ『レイプゾンビ4＆5(クローン巫女大戦＆新たなる絶望)』（2014年9月3日、監督：友松直之）
- 映画『緊縛絵師の甘美なる宴』（2014年9月19日、監督：友松直之）
- 映画『いちは（仮）』（2015年3月28日、監督：友松直之） 主題歌「Hannelore〜小さな勇者の話」
- 舞台『紫陽花の下に死体は眠る』（2015年7月21日～26日、惑星☆クリプトン、シアターグリーンBOX in BOX） テーマ曲「Dealer」
- 映画『恋愛死体（ラブゾンビ） ROMANCE OF THE DEAD』（2015年9月26日、監督：友松直之） 主題歌「End of the W.L 君と見る終わりという名の始まり」

主なライブ
- 歌う！ピンク御殿16（2013年12月28日、新宿ネイキッドロフト）
- KARAふる 凱旋ライブ 2014（2014年9月6日、延岡 little WEATHER KING）
- 征露丸X presents 「大失敗'14 〜豊島公会堂への道〜」（2014年10月20日、大塚Hearts+）
- PLUS COLOR（2014年11月27日、大塚Hearts+）
- 歌う！ピンク御殿17（2014年12月28日、新宿ネイキッドロフト）
- Girls Don't Cry 〜バレンタインMIX〜（2015年2月16日、大塚Hearts+）
- SWEET EMOTION！（2015年4月21日、大塚Hearts+）
- KARAふる 凱旋ライブ 2015（2015年5月3日、延岡 little WEATHER KING）
- Girls Don't Cry（2015年5月14日、大塚Hearts+）
- KARAふる 東京初ワンマンLIVE 〜僕の髪の毛が増えるほど有名になれる気がします〜（2015年10月9日、大塚Hearts+）